# Мухамет Рацай
Мухамет Рацай (на македонска литературна норма: Мухамет Рацаj, на македонска литературна норма: Muhamet Racaj) е офицер, генерал-майор от Република Македония, професор.

## Биография
Роден е на 1 август 1961 г. в косовското село Сичево, тогава в Югославия в семейството на Ислам и Михане. Основно образование завършва в с. Добра вода. В периода 1976 – 1980 г. завършва средното военно училище в Сараево. Между 1983 и 1986 г. учи във Военната академия на Сухопътните войски в Белград. През 1997 г. завършва командно-щабна академия „Михайло Апостолски“ в Скопие. От 2006 до 2007 г. учи в Школата за национална отбрана в Турция в колежа по сухопътни сили. Освен военното образование Рацай е завършва магистратура в Скопския университет и защитава докторат в Битолския университет през 2009 г. Доцент е по криминалистика и военни науки, а от 2015 г. е професор във Военната академия към Университета „Гоце Делчев“ в Щип.

## Военна кариера
Започва службата си като командир на взвод в Битоля още като подофицер (1980 – 1983). От 1986 до 1988 г. е отново командир на взвод в Охрид. В периода 1988 – 1992 г. е командир на пехотна рота. От 1992 до 1993 г. е командир на минохвъргачен взвод в Битоля. Между 1993 и 1996 г. е командир на рота. В периода 1997 – 2000 г. е заместник-командир на граничен батальон в Охрид. През 2000 г. е офицер по оперативно-учебната работа. От 2000 до 2002 г. е началник на С-5 в гранична бригада в Скопие. Между 2002 и 2004 г. е командир на граничен батальон. От 2004 до 2006 г. е началник-щаб на отряда за специални операции. В периода 2006 – 2014 е заместник-командир на полка за специални операции. От 2012 до 2013 г. е началник-щаб на Обединеното оперативно командване. Между 2013 и 2015 г. е заместник-командир на Обединеното оперативно командване. От 2015 г. е заместник-началник на Генералния щаб на Република Македония.

## Военни чинове
- сержант 1980 – 1983
- старши сержант I клас 1983
- подпоручик 1986 – 1987
- поручик 1987 – 1991
- капитан 1991 – 1996
- капитан I клас 1996 – 2001
- майор 2001 – 2003
- подполковник 2003 – 2006
- полковник 2006 – 2012
- бригаден генерал 2012 – 2015
- генерал-майор 2015 -

## Публикации

### Книги
- Kenkov, Vanco and Racaj, Muhamet and Glavinov, Aleksandar and Kirkova, Rina and Milosevska, Tanja and Taneski, Nenad and Zendelovski, Goran and Cvetkovski, Sergej and Goreski, Igor (2015) Реформи во одбраната. Министерство за одбрана – Република Македонија. ISBN 978-9989-2851-5-8
- Djuklevski, Goce and Racaj, Muhamet (2012) Hyrje në kriminalistikë. Univerzitetit FON.
- Doncev, Aleksandar and Racaj, Muhamet (2010) Основи на топографија и тактика во природни услови. ФОН Универзитет. ISBN 978-9989-2499-4-5
- Doncev, Aleksandar and Racaj, Muhamet (2009) Вооружување и настава за гаѓање. Скопје. ISBN 978-9989-3-8

### Статии
- Taneski, Nenad and Racaj, Muhamet (2021) Human security vs Biotherorism as a form of a hybrid threat. Scientific journal on issues Economic, L a w, Emergency and security, 10 (20 – 21). pp. 48 – 77.
- Racaj, Muhamet and Janev, Sasho (2017) Европа како можно светско војувалиште. Штит – Магазин на Министерство за одбрана на Република Македонија (90). pp. 20 – 23. ISSN 1587 – 6710
- Racaj, Muhamet (2017) Brief review of the geopolitical situation in the region with a special emphasis on the security threats and migrant crisis. Contemporary Macedonian Defence – International Scientific Defence, Security and Peace Journal, 17 (32). pp. 37 – 47. ISSN 1409 – 8199
- Gelev, Igor and Racaj, Muhamet (2016) Energetic diplomacy and its role on creation of a new multipolar world. Academicus International Scientific Journal, 13. pp. 89 – 102.
- Blazevska Andonovska, Valentina and Racaj, Muhamet (2015) Глобализацијата и процесите и заканите кои ги наметнува. Contemporary Macedonian Defence – International Scientific Defence, Security and Peace Journal, 15 (29). pp. 141 – 149. ISSN 1409 – 8199
- Racaj, Muhamet and Gelev, Igor (2015) Лидерство во воени операции. Contemporary Macedonian Defence – International Scientific Defence, Security and Peace Journal, 15 (28). pp. 61 – 72. ISSN 1409 – 8199
- Racaj, Muhamet and Gelev, Igor (2015) Leadership in military operations. Contemporary Macedonian Defence – International Scientific Defence, Security and Peace Journal, 15 (28). pp. 59 – 68. ISSN 1409 – 8199
- Racaj, Muhamet (2014) Sprovat siriane ... Ushtria.
- Racaj, Muhamet and Danevski, Ivica (2014) Пактот за стабилност – одраз на политичката волја на Меѓународната заедница. Современа македонска одбрана, 14 (27). pp. 33 – 44. ISSN 1409 – 8199
- Racaj, Muhamet (2014) Special investigative measures in the obstruction and prevention of organized crime and corruption in the Republic of Macedonia. Centrum (2). pp. 441 – 457. ISSN 1857 – 8640
- Leshi, Abaz and Racaj, Muhamet (2013) Регионални способности за елементарни непогоди во духот на „паметна одбрана“. Современа македонска одбрана, 13 (25). pp. 139 – 151. ISSN 1409 – 8199 / 1857-887X (online)
- Racaj, Muhamet and Danevski, Ivica (2013) Безбедносни состојби и предизвици на Балканот. Современа македонска одбрана, 13 (25). pp. 19 – 28. ISSN 1409 – 8199 / 1857-887X (online)
- Racaj, Muhamet (2013) Siguria në Republikën e Maqedonisë në Kontekstin e sigurisë në Ballkan dhe më gjerë. Ushtria (23).
- Racaj, Muhamet (2012) Mundësitë dhe nevojat mbrojtëse të Europës. Ushtria.
- Racaj, Muhamet (2012) Globalizimi dhe terrorizmi. Ushtria (45).
- Racaj, Muhamet and Danevski, Ivica (2012) Трансформација на армијата на Република Македонија. Штит – Магазин на Министерство за одбрана на Република Македонија (34). ISSN 1587 – 6710
- Racaj, Muhamet and Maksuti, Bekim (2012) Клаузевиц во светлоста на Современите военотеориски мисли. Современа македонска одбрана (22). ISSN 1409 – 8199
- Racaj, Muhamet (2012) Концепт на резервни сили на армијата на република македонија согласно новата структура (идеен проект). Улогата на активниот состав и на резервата на вооружените сили во подршката на нивните мисии и задачи во регионалната и глобалната безбедносна средина во 21-в.